# Hemignathus lucidus
Il nukupuu di Oahu o, più correttamente, nuku-puʻu di Oahu (Hemignathus lucidus Lichtenstein, 1839) è un uccello passeriforme estinto della famiglia Fringillidae.

## Etimologia
Il nome scientifico di questi uccelli, lucidus, si riferisce alla livrea dei maschi, mentre il loro Nome comune, nukupuʻu, deriva dall'unione delle parole hawaiiane nuku ("becco") e puʻu ("collinetta"), in riferimento al becco ricurvo.

## Descrizione

### Dimensioni
Misurava circa 14 cm di lunghezza.

### Aspetto
Si trattava di uccelletti dall'aspetto simile a quello di un crociere in miniatura, muniti di un caratteristico becco asimmetrico con porzione superiore sottile e ricurva verso il basso e parte inferiore dritta e robusta.

Il piumaggio mostra dimorfismo sessuale: se dorso, ali e coda erano infatti di color verde oliva in ambedue i sessi, così come sia il maschio che la femmina presentavano una mascherina nera fra i lati del becco e l'occhio, nel maschio testa, petto e ventre erano gialli con sottocoda biancastro, mentre nelle femmine il bianco si estendeva a ventre e fianchi, testa e guance erano verde oliva e solo gola e petto presentavano colore giallino. Gli occhi erano di colore bruno scuro in ambo i sessi, così come ambedue i sessi presentavano becco e zampe di colore nero.

## Biologia
Si trattava di uccelli diurni, che vivevano perlopiù da soli o in coppie e passavano la maggior parte della giornata percorrendo in lungo e in largo rami e tronchi alla ricerca di cibo.

### Alimentazione
Questi uccelli avevano dieta insettivora, che stazionavano nei pressi delle infiorescenze di koa (più in quota) e ohia lehua (a quote inferiori) per catturare gli insetti sopraggiunti per suggere il nettare, che probabilmente costituiva un'altra componente della dieta di questi uccelli: inoltre, i nukupuu di Oahu cercavano attivamente le prede sondando le crepe della corteccia e gli ammassi di materiale vegetale con la parte superiore ricurva del becco, per poi mettere allo scoperto le cavità dei tronchi utilizzando la parte inferiore del becco come uno scalpello per potersene nutrire.

### Riproduzione
Non esistono osservazioni dirette della riproduzione di questa specie: tuttavia, essendo questo evento molto conservativo in tutti i drepanidini, si ritiene che essa non differisca significativamente per modalità e tempistiche rispetto a quello delle altre specie affini, che sono monogame e depongono due uova in un nido a coppa, collaborando nell'allevamento della prole.

## Distribuzione e habitat
Come intuibile dal nome comune, il nukupuu di Oahu era endemico dell'isola hawaiiana di Oahu, della quale abitava le aree di foresta primaria montana con presenza di grossi alberi di koa e ohia lehua e abbondanza di copertura di epifite e sottobosco della porzione sud-occidentale dell'isola.

## Estinzione
Le prime descrizioni di questi uccelli da parte dei visitatori europei verso la metà del XIX secolo li descrivono come piuttosto abbondanti, sebbene si tenda a pensare a una confusione con altre specie affini, come gli amakihi: già ai primi del XX secolo, tuttavia, il nukupuu di Oahu era ritenuto estinto.
Le cause del rapidissimo declino e della successiva scomparsa di questi uccelli sono quelle riscontrabili nella maggior parte dei drepanidini e consistono in una combinazione di fattori:
- la colonizzazione intensiva delle Hawaii, con la conseguente distruzione delle foreste per far posto a insediamenti e aree agricole;
- l'introduzione di specie aliene che hanno alterato l'habitat di questi uccelli o che hanno predato uova e nidiacei;
- l'arrivo delle zanzare, vettrici di malattie sconosciute nell'arcipelago, alle quali tutti i drepanidini hawaiiani si sono mostrati catastroficamente vulnerabili.